# Hormidas Laporte

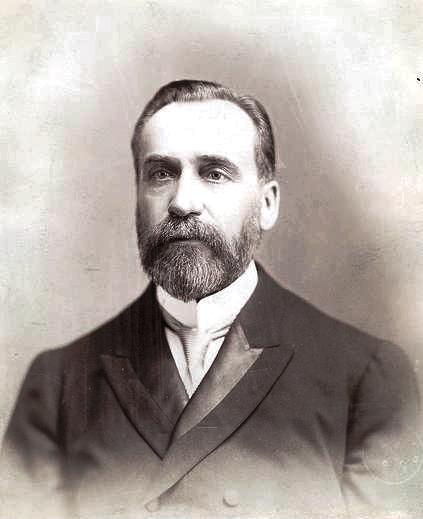
Hormidas Laporte

Hormidas Laporte (* 7. November 1850 in Lachine, Provinz Kanada; † 20. Februar 1934 in Montreal) war ein kanadischer Politiker. Von 1904 bis 1906 amtierte er als Bürgermeister der Stadt Montreal.

## Biografie
Im Alter von 17 Jahren begann Laporte in einer Nagelfabrik zu arbeiten, abends studierte er mithilfe eines Tutors. 1870 eröffnete er einen Lebensmittelladen, nachdem er sich innerhalb von sechs Monaten die dazu notwendigen Fähigkeiten angeeignet hatte. 1881 gründete er Laporte, Martin & Cie., einen Lebensmittel-Großhandelsbetrieb. Trotz eines Brandes und einer Überschwemmung war das Unternehmen erfolgreich und Laporte wurde wohlhabend. Von 1894 bis 1896 präsidierte er die Montrealer Handelskammer. Von 1892 bis 1902 war er Präsident der Alliance Nationale, die sich zu einer bedeutenden Versicherungsgesellschaft entwickelte.
Laporte wurde 1896 in den Montrealer Stadtrat gewählt und übernahm ein Jahr später den Vorsitz der Finanzkommission. Er wollte das Ausgabenwachstum der öffentlichen Hand eindämmen sowie Ämterpatronage und Korruption bekämpfen. 1904 kandidierte er mit Erfolg als Bürgermeister. Während seiner Amtszeit brachte er die Gasversorgung unter städtische Kontrolle, was ihm aber bei den Straßenbahnen und der Elektrizitätsversorgung nicht gelang. Laporte zog sich aus der Politik zurück und leitete ab 1907 bis zu seinem Tod die Banque provinciale du Canada. Von der McGill University erhielt er die Ehrendoktorwürde.